# Walter Schmidt (Fußballspieler, 1937)

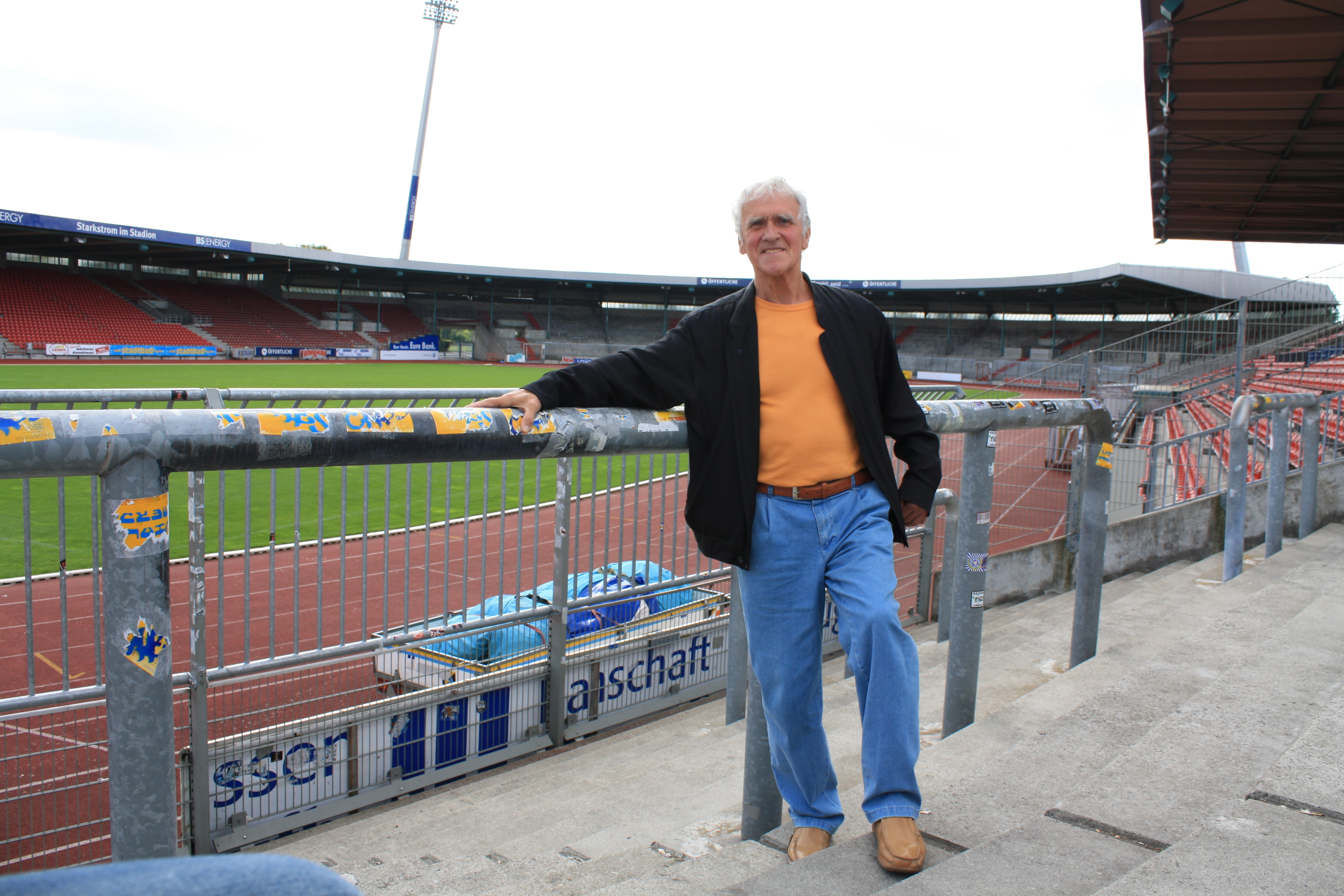
Walter Schmidt im Eintracht-Stadion (2009)

Walter Schmidt (* 2. August 1937 in Wesermünde, heute Bremerhaven; † 25. Oktober 2024 in Braunschweig) war ein deutscher Fußballspieler, der im Jahre 1967 mit Eintracht Braunschweig die deutsche Meisterschaft gewann.

## Laufbahn

### Jugend und Amateur, bis 1959
Walter Schmidt zog während des Zweiten Weltkriegs zu den Großeltern in die Bergbaugemeinde Recke im Tecklenburger Land. Er durchlief als Schüler seine sportliche Grundausbildung beim TuS Recke. Er übte sich dabei vielseitig im Geräteturnen, in der Leichtathletik und im Fußballspiel. So wurde Schmidt Dritter bei den Westfalenmeisterschaften im gemischten Zehnkampf. Fast jeden Abend ging der ab April 1952 in Ibbenbüren eine Bergmannslehre aufgenommene junge Sportler bei seinem Heimatverein in Recke zum Training. Als Fußballer erhielt er schon bald Berufungen in die Kreisauswahl Tecklenburg und später in die Westfalenauswahl. Seine Knappenprüfung bestand er mit Auszeichnung und übte seinen erlernten Beruf, bis zu seiner Einberufung zur Bundeswehr zum 1. April 1957 in den Fliegerhorst Faßberg, aus. Er durchlief einen Unteroffizierslehrgang, spielte weiterhin beim TuS Recke Fußball und versah bei der Bundeswehr seinen Dienst beim Stab als Sport- und Betreuungsoffizier in Faßberg. Seine fußballerischen Qualitäten waren aber jetzt auch den Oberligisten Eintracht Braunschweig und Hannover 96 aufgefallen und Walter Schmidt unterschrieb zur Runde 1959/60 einen Vertrag in Braunschweig.

### Oberliga Nord und Fußball-Bundesliga, 1959 bis 1969
Ab der Runde 1959/60 spielte der in Fassberg bei Celle stationierte Unteroffizier Walter Schmidt als Vertragsfußballer bei Eintracht Braunschweig in der Fußball-Oberliga Nord. Am 16. August 1959 debütierte er in der Mannschaft von Trainer Kurt Baluses beim 4:1-Heimsieg gegen Bergedorf 85 mit zwei Treffern in der Oberliga, in der er in seinem Debütjahr in 27 Einsätzen vier Tore erzielte. Im Mai 1962 nahmen er und seine Vereinskameraden Joachim Bäse, Hans Jäcker und Jürgen Moll mit der norddeutschen Auswahl (NFV) an einer dreiwöchigen Tour durch die Vereinigten Staaten teil, wobei sechs Spiele ausgetragen wurden. Den ausschlaggebenden dritten Tabellenplatz für die Bundesliga-Nominierung gelang in der Runde 1962/63 unter Trainer Hans Vogel mit einer furiosen Rückrundenbilanz von 23:7 Punkten. Am letzten Spieltag der alten erstklassigen Nordoberliga, am 29. April 1963, gewannen Schmidt und seine Mannschaftskameraden das Heimspiel gegen den VfB Lübeck mit 2:1 Toren und verteidigten damit den dritten Tabellenplatz. Von 1959 bis 1963 bestritt der anfängliche rechte Läufer – später als defensiver Mittelfeldspieler agierend – 116 Spiele mit acht Toren in der Oberliga Nord. Am 31. März 1963 wurde Schmidt aus der Bundeswehr entlassen und nahm zur Bundesligasaison 1963/64 einen vormittäglichen Arbeitsplatz als Volontär eines Bankhauses in Wolfenbüttel an.
Unter der Anleitung des zum Bundesligastart nach Braunschweig gekommenen Trainers Helmuth Johannsen wehrte die Eintracht-Mannschaft in den drei Auftaktrunden der Fußball-Bundesliga von 1963/64 bis 1965/66 erfolgreich die jeweils prognostizierten Abstiege ab. Walter Schmidt bestritt alle 94 Spiele in diesen Runden. Er gehörte dem Kreis der Aktiven an, die am 24. August 1963 die neu geschaffene Bundesliga mit dem Startspiel beim TSV 1860 München in der Saison 1963/64 zum Laufen brachten. Am 24. September 1966 war der ab 1. April 1966 mit 20 Wochenstunden als Turn- und Sportlehrer an der Nibelungenschule in Braunschweig angestellte Schmidt der einzige Spieler, der am 100. Bundesligaspieltag seinen hundertsten Einsatz feiern konnte. Aus Anlass dieses Ereignisses wurde er direkt nach dem Spiel gegen den MSV Duisburg mit Trainer Johannsen zum „Aktuellen Sportstudio“ nach Mainz geflogen.
Die erste Auszeit hatte er am 26. November 1966, dem 14. Spieltag der Runde 1966/67, nach 107 Bundesligaspielen in Folge. Mit der Bilanz von 20:14 Punkten in der Rückrunde 1965/66 zeigte die Mannschaft von Trainer Johannsen an, dass eine sportliche Aufwärtsentwicklung stattgefunden hatte. Walter Schmidt war nicht nur durch seine Dauerpräsenz ein Leistungsträger. In der Notenbilanz wird er in der Auftaktrunde 1963/64 mit 2,47 auf Platz zwei hinter Werner Krämer vom Meidericher SV geführt. Zum Höhepunkt der Karriere des stets körperlich in Topform befindlichen Mittelfeldakteurs wurde die Runde 1966/67 mit dem sensationellen Gewinn der deutschen Fußballmeisterschaft. In 33 Spielen brachte er es auf die Benotung von 2,55 und trug damit wesentlich zu diesem Erfolg bei. In vier Runden Bundesliga hatte er lediglich bei einem Spiel von Braunschweig gefehlt. Das Trio Walter Schmidt, Peter Kaack und Joachim Bäse stand für Mannschaftsgeist, Zuverlässigkeit, hohe Einsatzbereitschaft, Systemtreue und vorbildliche athletische Ausbildung. Dank dieses konstant vorhandenen Gerüstes konnten Spieler wie Klaus Gerwien, Erich Maas und insbesondere Lothar Ulsaß, auch spielerische Akzente setzen. Unmittelbar nach der Meisterschaftsrunde mit den Ehrungen und Feierlichkeiten ging es mit der Eintracht auf eine dreiwöchige Tournee nach Nordamerika. International schlug sich die Eintracht im Europapokal der Landesmeister 1967/68 in den Spielen gegen SK Rapid Wien und Juventus Turin beachtlich. Dass der italienische Seriensieger in ein Entscheidungsspiel genötigt wurde, das er mit 1:0 gewann, war eine weitere Leistung, die der Eintracht zuvor nicht zugetraut worden war. Sein letztes Bundesligaspiel bestritt Walter Schmidt bei der 0:2-Niederlage beim 1. FC Nürnberg am 19. April 1969 und belegte in der Runde 1968/69 den vierten Rang. Im Vorbereitungsspiel am 6. August 1969 zur Runde 1969/70 gegen Slovan Bratislava verletzte sich der ehemalige hervorragende Geräteturner so schwer am Knie, dass seine Laufbahn als Leistungssportler beendet war. Durch den erlittenen Meniskusabriss wurde der 33-Jährige zum Sportinvaliden erklärt und am 19. September 1970 vor dem Bundesligaspiel gegen den VfB Stuttgart offiziell vom Verein verabschiedet. Für 530 bestrittene Spiele innerhalb zehn Jahren erhielt er den goldenen Ehrenring der Eintracht. Von 1963 bis 1969 hat er für den Deutschen Meister des Jahres 1967 in der Fußball-Bundesliga 183 Spiele absolviert und dabei sieben Tore erzielt.

### International
Der damalige Bundestrainer Helmut Schön setzte den defensiven Mittelfeldspieler am 10. März 1965 im Spiel der B-Länderelf in Hannover gegen die Niederlande ein. Spielkameraden waren die Jungstars Franz Beckenbauer, Günter Netzer und der Vereinskamerad Lothar Ulsaß. Zu Beginn der Bundesligasaison 1965/66 erhielt Walter Schmidt von Bundestrainer Schön eine erste Einladung zu einem Sichtungslehrgang der A-Nationalmannschaft. Am 15. November 1966 nahm er an einem Testspiel der Nationalelf in Berlin gegen eine Stadtauswahl Berlin teil. Das Länderspiel am 19. November 1966 in Köln gegen Norwegen verbrachte er ohne Spieleinsatz auf der Auswechselbank. Weitere Berufungen erhielt er von Seiten des DFB nicht mehr. In der Eintracht-Chronik Ein roter Löwe auf der Brust wird dazu festgehalten:

„Walter Schmidt, über Jahre hinweg einer der besten und beständigsten Spieler der Eintracht, war ein Länderspiel nicht vergönnt. Eine Chance hätte er allemal verdient gehabt. Bezeichnend: Zum dritten Mal wurde Schmidt 1966 vom Fachblatt ‚Fußball-Sport‘ zum besten Bundesligaspieler der Saison gekürt. Und dem drahtigen Modellathleten und Defensivspezialisten war es vorbehalten, am 100. Spieltag der Eliteklasse (vor dem Heimspiel gegen den Meidericher SV am 24. September 1966) als einziger Bundesligaspieler für 100 Einsätze ausgezeichnet zu werden.“

## Leben abseits des Fußballs
Walter Schmidt war verheiratet und hatte zwei erwachsene Kinder.
Walter Schmidt übte neben dem Vertrags- und Lizenzfußball wie die Mehrzahl seiner Mitspieler immer einen Beruf aus, anfangs als Sportunteroffizier und ab dem 1. April 1966 als Turn- und Sportlehrer. Seit dem 7. April 1965 hatte er die zweisemestrige Ausbildung am Zentralinstitut für Sporterziehung in Hannover für das Studium zum Sportlehrer für Haupt- und Realschulen absolviert, um nach dem Studium – Studienbeginn ab dem Wintersemester 1968 – an der PH Braunschweig als Lehrer für Sport, Mathematik und Geografie tätig zu sein. Der Begriff des „Feierabend-Profis“ kann auf den Deutschen Meister des Jahres 1967 angewandt werden.
Im Jahr 2008 schrieb Schmidt ein Buch über sein Leben mit dem Titel Sport, mein Leben, das 2009 in einer Auflage von 5000 Exemplaren gedruckt wurde. Bereits vorher schrieb er für seine Familie einiges über seinen Werdegang nieder. Diejenigen, die seine Ausführungen lasen, ermutigten ihn zum Schreiben des Buches. Zudem gab er eine DVD über die Meisterschaft des BTSV Eintracht heraus, die beim Verkaufsbeginn reißenden Absatz fand. Mit dem Erlös unterstützte er soziale Projekte.
2009 musste sich Schmidt einer Bypass-Operation unterziehen. Er starb im Alter von 87 Jahren nach längerer Krankheit im Oktober 2024 in einem Braunschweiger Krankenhaus.

## Erfolge
- Deutscher Meister 1967